# Семотюк Владислав Миколайович
Владислав Миколайович Семотюк (нар. 14 листопада 2000) — український футболіст, півзахисник.

## Життєпис
Вихованець київського РВУФК, в якому займався до 2017 року. Напередодні старту сезону 2017/18 приєднався до кам'янської «Сталі», проте виступав лише за юнацьку та молодіжні команди клубу. Сезон 2019/19 років розпочав в «Арсеналі», де спочатку також виступав за юнацьку та молодіжну команди. Дебютував за першу команду киян 30 вересня 2019 року в домашньому поєдинку 10-го туру Прем'єр-ліги проти київського «Динамо». Владислав вийшов на поле в стартовому складі, а на 4-й хвилині його замінив Денис Баланюк.